# Декантер (центрифуга)
Декантер (англ. decanter centrifuge) — горизонтальная центрифуга со шнековой выгрузкой непрерывного действия, предназначенная для механического центробежного разделения (сепарации) за счёт разности плотности веществ.
Используются как для обезвоживания механических примесей, так и для сгущения (повышения концентрации). Делятся на двухфазные (разделяющие жидкость и механические примеси) и трёхфазные (сепарирующие две жидкости и механические примеси). 
Широкое применение получили практически во всех отраслях промышленности из-за высокой эффективности и непрерывности процесса разделения. В отличие от классических сепараторов — вертикальных центрифуг — позволяют обрабатывать жидкости с большей концентрацией механических примесей. Применяются, в частности, для обезвоживания осадка на очистных сооружениях, обезвоживания барды при производстве спирта, обезвоживания пивной дробины, обработки нефтешламов, получения и очистки растительных и животных жиров, обезвоживания пульпы.